# Begraafplaats van Halle
De Begraafplaats van Halle is een gemeentelijke begraafplaats in de Belgische stad Halle (Vlaams-Brabant). De begraafplaats ligt 1.100 m ten noordwesten van het stadscentrum (Sint-Martinusbasiliek) aan de Hollestraat. Het oorspronkelijk deel uit 1897 heeft een ovaal grondplan. De begraafplaats werd in 1953 en einde jaren 1990 uitgebreid.
Direct aan de ingang staat een gedenksteen voor de gesneuvelde Hallenaren uit de Eerste Wereldoorlog en links daarvan ligt een perk met oud-strijders uit de Tweede Wereldoorlog.

## Britse oorlogsgraven
Op de begraafplaats liggen 108 Commonwealth gesneuvelden uit de Eerste Wereldoorlog, waarvan 106 in een perk links van de toegang waar ook het Cross of Sacrifice staat en 2 geïsoleerde graven tussen de civiele graven. Vlak voor het Cross of Sacrifice ligt een rij met 19 graven die na de oorlog vanuit het Duitse deel, dat zich iets noordelijker bevond, naar hier werden overgebracht. De grote meerderheid van de slachtoffers overleden na de wapenstilstand als gevolg van de opgelopen verwondingen of aan de Spaanse griep.
Er liggen ook 2 Britse gesneuvelden uit de Tweede Wereldoorlog.
Nu liggen er 106 Britten, 2 Australiërs, 1 Canadees en 1 Indiër begraven.

## Graven
- Natha was een Indische paardengeleider bij de Royal Horse and Field Artillery, Indian Army en de enige Indiër op deze begraafplaats.

### Onderscheiden militairen
- John Francis Innes Hay Doyle, brigade-generaal bij de Royal Field Artillery, werd onderscheiden met de Distinguished Service Order (DSO) en werd vereerd met de Orde van Sint-Michaël en Sint-George (CMG). Hij was de broer van de Britse schrijver Arthur Conan Doyle, bekend voor zijn verhalen over Sherlock Holmes.
- Randofph George Finlay McMahon, luitenant bij de Australian Infantry; Robert Wallace MacKinley, kapitein bij de Royal Engineers; L. Woods, kapitein bij de Royal Field Artillery en Arthur Rutterford Stocker, kapitein bij het Machine Gun Corps werden onderscheiden met het Military Cross (MC). Laatstgenoemde ontving ook het Croix de Guerre.
- A. E. Dyer, kwartiermeester-sergeant bij de Royal Field Artillery werd driemaal onderscheiden met de Military Medal (MM and 2 Bars).
- W. Holt, sergeant bij het Worcestershire Regiment werd onderscheiden met de Military Medal (MM).

### Alias
- kanonnier C.H.M. Rivington diende onder het alias W.G. Dewey bij de Royal Field Artillery.